# Mitch Evans
Mitchell William Evans, mais conhecido como Mitch Evans (Auckland, 24 de junho de 1994) é um automobilista neozelandês que compete atualmente na Fórmula E com a equipe Jaguar TCS Racing. Ele estreou na categoria em 2016, tendo feito todas as temporadas com a Jaguar e sendo vice-campeão nas temporadas de 2021–22 e 2023–24. Anteriormente, Evans correu na GP2 Series por quatro anos. Ele foi campeão da GP3 Series em 2012, bicampeão da Toyota Racing Series da Nova Zelândia em 2010 e 2011 e foi vice-campeão do Australian Drivers' Championship em 2010, apesar de perder três corridas.

## Biografia
Natural de Auckland, Mitchell William Evans nasceu em 24 de junho de 1994, sendo filho de Owen Evans, ex-piloto que chegou perto de competir nas 24 Horas de Le Mans de 1996, mas se acidentou gravemente. Além de seu pai, Mitch, como é carinhosamente chamado, tem um irmão mais velho chamado Simon Evans, que também é piloto, e Mitch começou a correr no kart que pertencia a ele.
Mitch possui ascendência maori por parte de mãe, tendo homenageado seus ancestrais no design de alguns de seus capacetes usados na Fórmula E. Ele, assim como seu irmão Simon, também possuem ascendência croata, escocesa e inglesa, com o pai deles, Owen, sendo da segunda geração de imigrantes originados da Grã-Bretanha e de Gales.
Evans estudou no Saint Kentigern College em Pakuranga, Auckland, mas saiu no final de 2010, aos 16 anos, por que ele se mudou para Buckinghamshire, no Reino Unido, para dar sequência à sua carreira automobilística. Inicialmente, os pais de Mitch o acompanharam, mas depois, ele foi deixado sozinho para se concentrar em suas corridas.
A carreira de Evans foi apoiada financeiramente pelo empresário Colin Giltrap, que ajudou a estabelecer carreiras para outros automobilistas neozelandeses, como Scott Dixon, Chris van der Drift e Brendon Hartley. Quando Giltrap faleceu em abril de 2024, Evans dedicou ao empresário a sua vitória em Mônaco.
O empresário de Evans é o ex-piloto de F1 australiano Mark Webber, com o piloto neozelandês sendo o primeiro a ser agenciado por ele.
Atualmente, Evans reside em Mônaco. Ele é embaixador e sócio da grife neozelandesa Dadelszen. Evans também é, ao lado do seu colega de F-E António Félix da Costa, um dos fundadores da Apex Capital, empresa de investimentos especializada em esporte, mídia e entretenimento.

## Carreira

### Anos iniciais
Mitch Evans iniciou no kart aos seis anos, e começou a competir em campeonatos nacionais, enfrentando seu compatriota e futuro rival da Fórmula E Nick Cassidy em diversos campeonatos. Evans priorizou os campeonatos de 100 cilindradas, e se sagrou campeão neozelandês de kart. Também correu na Fórmula First em 2007 e 2008, sendo campeão da série de inverno da Fórmula Ford em 2008 ao vencer sete das doze provas. Já no campeonato neozelandês de Fórmula Ford, Evans batalhou pelo título com Richie Stanaway, mas ficou com o vice-campeonato.
Em 2009, Evans foi vice do Campeonato Australiano de Fórmula Ford, perdendo para Nick Percat, e do campeonato estadual de Victoria, perdendo para Luke Ellery. Mesmo assim, Evans alcançou um recorde de ser o mais jovem vencedor de uma prova da Fórmula Ford ao triunfar no Sandown Raceway em agosto.

### Fórmula 3 Australiana

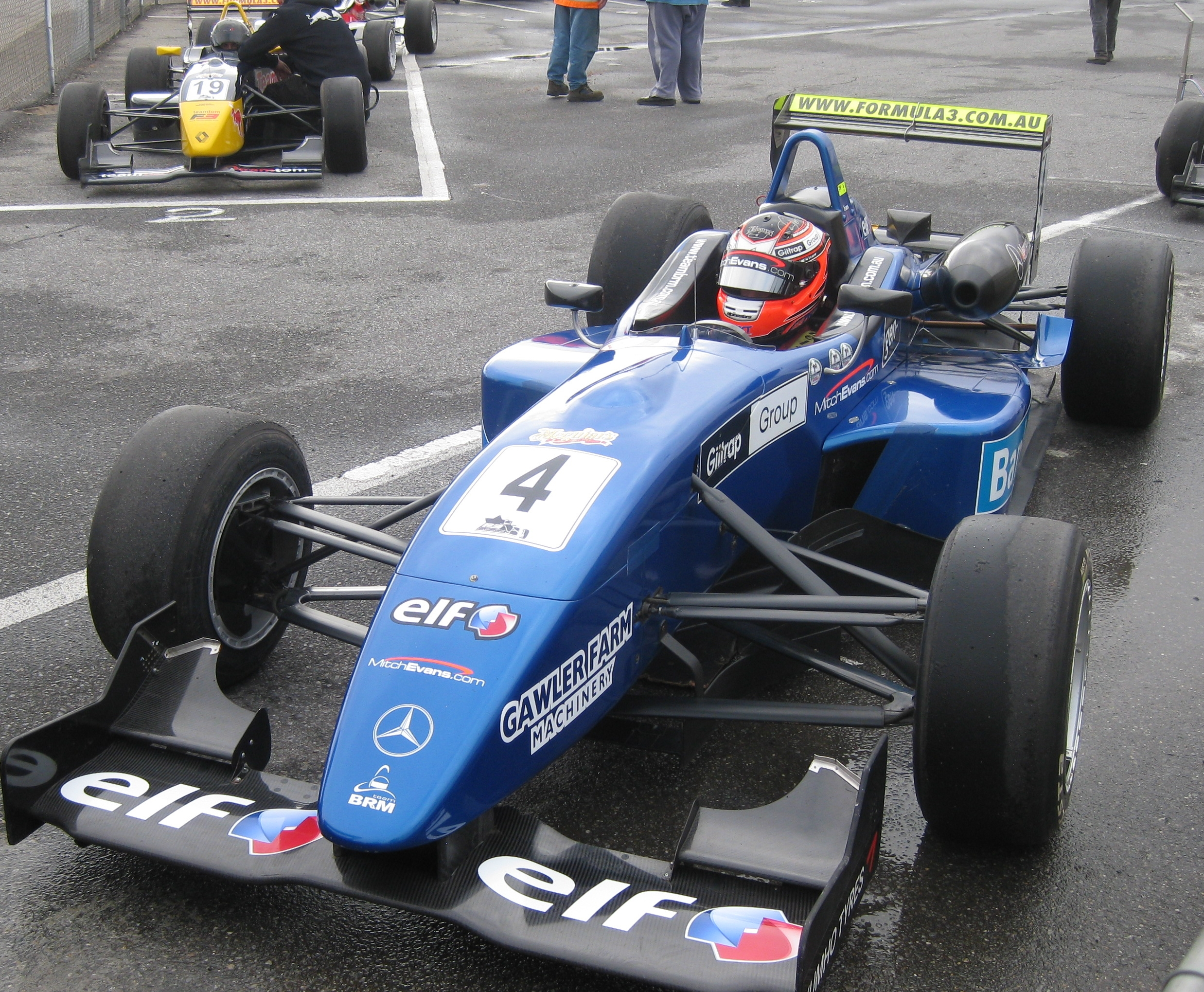
Mitch Evans guiando o Dallara F307 em 2010

Em 2009, Evans competiu em duas provas da Fórmula 3 Australiana, campeonato da tradicional Australian Drivers' Championship, pela Team BRM, sendo companheiro do também neozelandês Mathew Radisich e do britânico Joey Foster. Evans esteve no pódio nas duas etapas, tendo vencido a última.
Evans também correu na F3 Australiana em 2010, tendo a companhia do chinês Zhang Shan Qi e do britânico Ben Barker. O neozelandês teve oito vitórias, o maior número da temporada, e das dezessete provas que disputou, só não esteve no pódio uma vez. Mesmo assim, ele perdeu o título para seu companheiro de equipe Barker, que fez a temporada completa, por um ponto de diferença.
No Desafio da Costa Leste, Evans venceu duas vezes, fez mais cinco pódios e somou 94 pontos, sendo mais uma vez superado por Barker, mas por uma diferença de sete pontos.

### Toyota Racing Series
Evans disputou a Toyota Racing Series em 2010, correndo pela Giles Motorsport ao lado de seu compatriota Daniel Jilesen, com o estoniano Sten Pentus e o brasileiro Lucas Foresti os acompanhando até a penúltima rodada. Evans batalhou pelo título com o veterano neozelandês Earl Bamber, que teve seis vitórias contra as três de Evans, mas este levou vantagem por ter mais pódios. Assim, aos 16 anos, Mitch Evans foi campeão da Toyota Racing Series, superando Bamber por três pontos.
Em 2011, Evans defendeu o título, seguindo na Giles Motorsport e tendo a companhia dos seus compatriotas Nick Cassidy e Nick Foster, além do britânico Alex Lynn nas quatro primeiras rodadas. Evans foi dominante na conquista de seu bicampeonato, tendo ido ao pódio em catorze das quinze provas da temporada e vencendo sete, superando Cassidy por 168 pontos. Mas a vitória mais importante de Evans nessa temporada foi a do Grande Prêmio da Nova Zelândia, quando, aos 16 anos, ele se tornou o mais jovem a alcançar o feito na prova tradicional da Oceania, ficando a 3,2s do segundo colocado Daniil Kvyat.
Evans voltou para disputar as duas últimas rodadas da Toyota Racing Series em 2012 com a Giles, fazendo quatro poles, vencendo duas e conquistando mais dois segundos lugares, embora tenha abandonado outras duas. Assim, ele ficou em 19º, somando 284 pontos no campeonato que foi vencido por Nick Cassidy.
2013 marcou a última participação de Evans na Toyota Racing Series pela Giles Motorsport, com ele correndo apenas na rodada de Hampton Downs. Ele conseguiu duas vitórias e um quarto lugar, terminando o campeonato em 18º, com 204 pontos, enquanto Cassidy se igualou a ele no número de títulos nessa categoria.

### GP3 Series

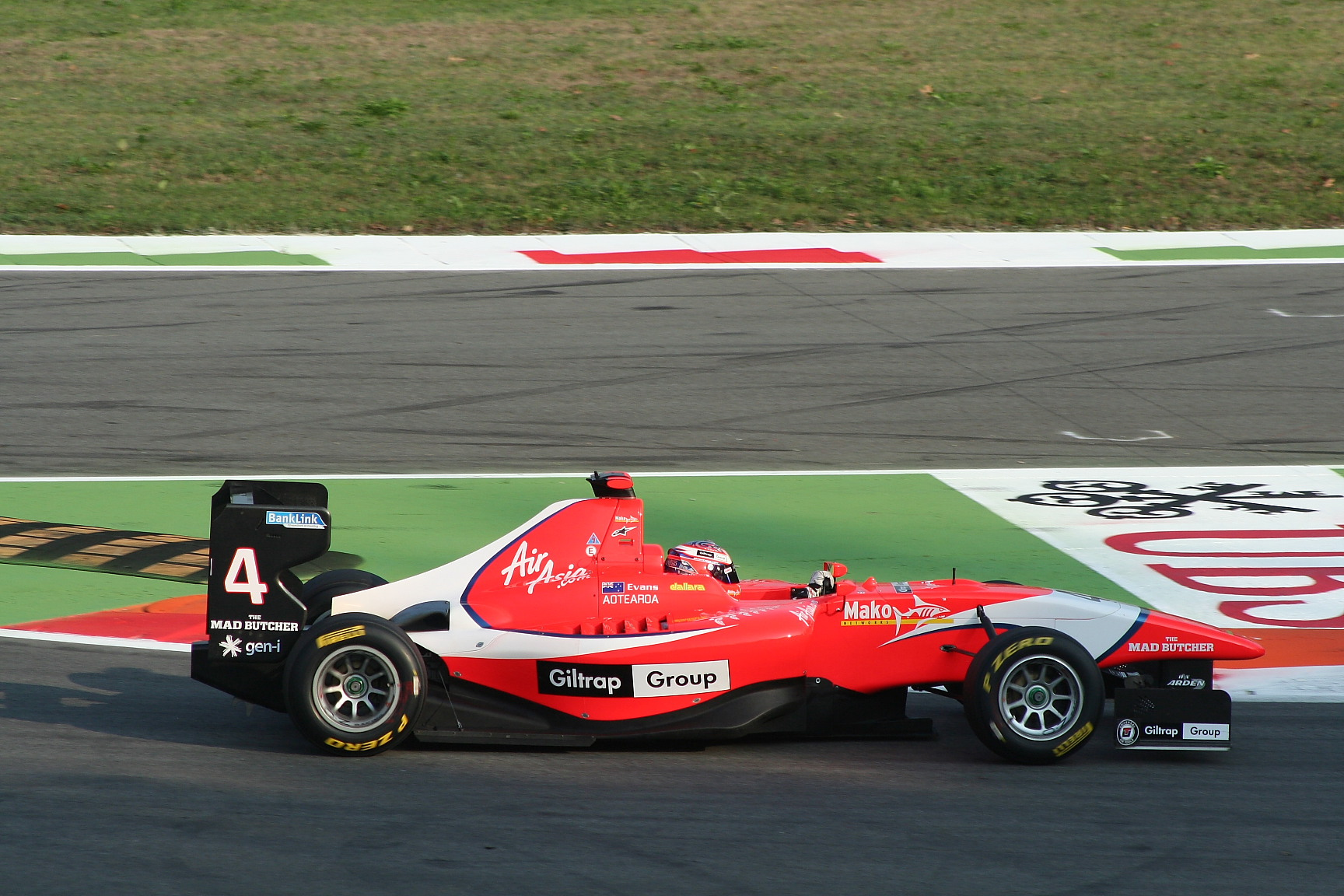
Evans na rodada da GP3 de Monza de 2012

Em 2011, Evans disputou sua primeira temporada na GP3 Series. Sua equipe foi a MW Arden, que era comandada por Christian Horner, então chefe do empresário de Evans, Mark Webber, que pilotava pela Red Bull naquela época. O jovem neozelandês correu ao lado do suíço Simon Trummer e do britânico Lewis Williamson. Evans teve sua primeira pole position e sua primeira vitória na corrida 1 de Barcelona, fazendo mais um terceiro lugar em Valência. Mas Evans teve problemas para pontuar em sua temporada de estreia, tendo ficado oito corridas consecutivas fora da zona de pontos. Assim, o neozelandês encerrou 2011 na nona colocação, com 29 pontos, apenas dois atrás de Williamson.
Evans continuou na Arden em 2012, sendo acompanhado pelo italiano David Fumanelli e pelo finlandês Matias Laine. Em seu segundo ano de GP3, Evans lutou pelo título contra o alemão Daniel Abt e foi superior, vencendo três vezes em Barcelona (corrida 1), Valência (corrida 1) e Hockenheim (corrida 2), fazendo mais um segundo lugar em Silverstone (corrida 1) e dois terceiros lugares em Hungaroring e Spa-Francorchamps (ambas na corrida 1), acumulando 151,5 pontos no total. Com isso, Evans foi campeão, tendo apenas dois pontos de vantagem sobre o vice Abt.

### GP2 Series

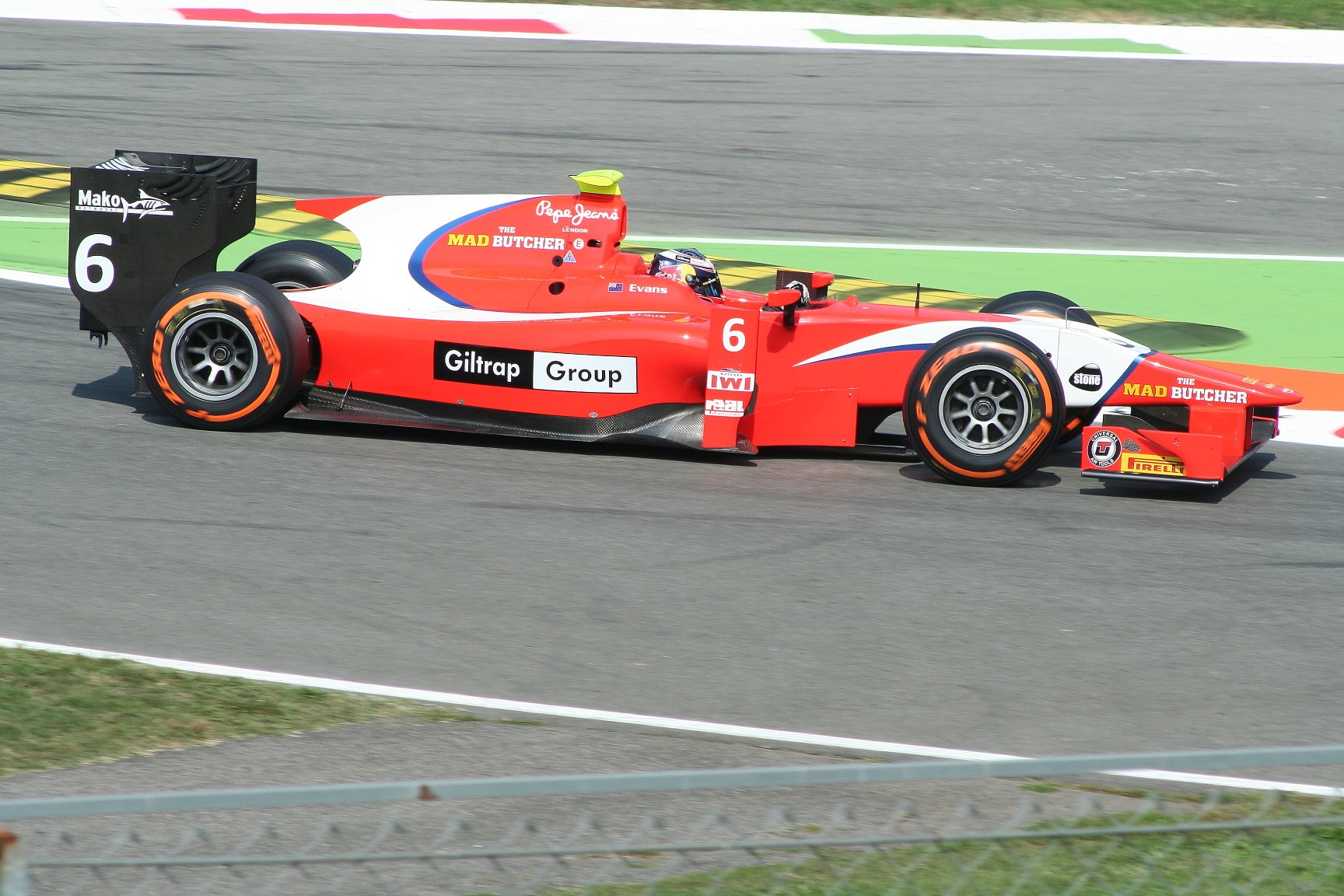
Evans durante a prova de Monza da GP2 em 2013

Após a conquista da GP3, Evans subiu para a GP2 Series com a Arden, sendo companheiro do experiente venezuelano Johnny Cecotto Jr em 2013. Na sua segunda prova em Kuala Lumpur, Evans alcançou o terceiro lugar, sendo o mais jovem a subir no pódio em uma prova da GP2. Ele fez quatro pódios no total, tendo como melhor resultado um segundo lugar em Hungaroring. Com isso, Evans ficou com 56 pontos, mesma quantidade do britânico Adrian Quaife-Hobbs, mas este ficou com o 13º lugar por ter uma vitória em Monza, deixando o neozelandês com a quarta colocação. No duelo interno da Arden, Evans levou a melhor, superando Cecotto por quinze pontos.

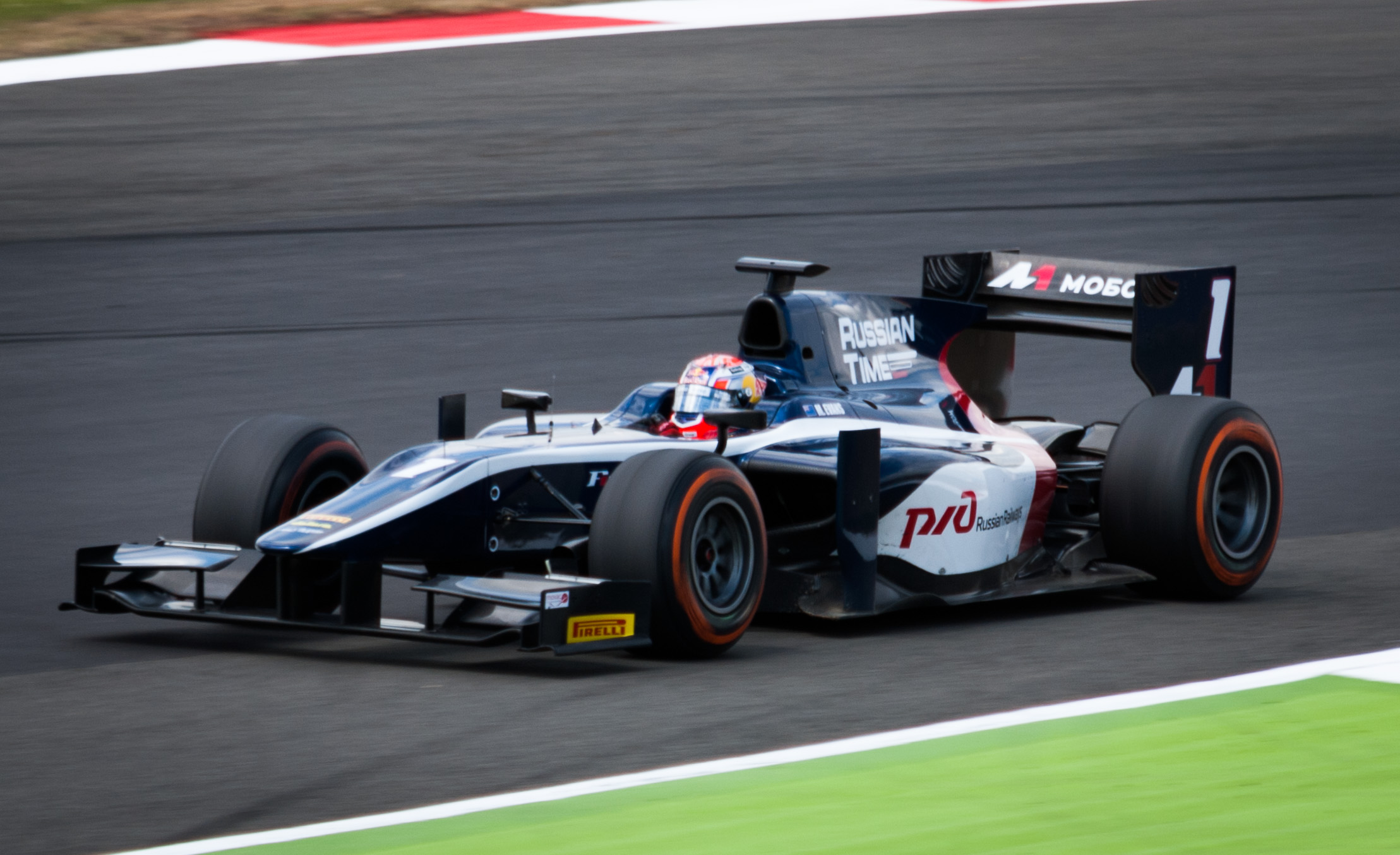
Evans na prova de Silverstone da GP2 em 2014

Para a temporada de 2014, Evans mudou-se para a equipe Russian Time, administrada pela iSport, ao lado do russo Artem Markelov. Evans conquistou sua primeira vitória em Silverstone e repetiu a dose em Hockenheim, naquela que foi a 200ª corrida da GP2. Ele fez mais outros quatro pódios, contudo, se esperava mais de Evans, já que ele estava na equipe vencedora da temporada anterior. Distante da luta pelo título, Evans ficou em quarto na classificação com 174 pontos, cinquenta pontos atrás do terceiro colocado Felipe Nasr, mas o neozelandês superou Markelov, o 24º, por uma margem considerável, fazendo 29 vezes mais pontos do que o russo.
Evans e Markelov seguiram na Russian Time para 2015, com o neozelandês tendo mais duas vitórias e sete pódios no total. Ele ficou em quinto e somou 135 pontos, três a menos do que o quarto colocado Rio Haryanto. No duelo interno da equipe, Evans voltou a superar Markelov, embora o russo tenha reduzido a diferença para oitenta e sete pontos.
Em 2016, a última temporada da GP2 com esse nome, Evans se juntou à Pertamina Campos Racing, sendo companheiro do indonésio Sean Gelael. Evans teve apenas uma vitória em e finalizou o campeonato na 12ª colocação, somando 90 pontos, dois a menos do que o 11º colocado Nobuharu Matsushita, e sete a menos do que seu ex-companheiro Artem Markelov, o décimo. Mas no duelo interno da Campos, Evans superou Gelael por ampla margem, fazendo quase quatro vezes mais pontos que o indonésio.

### Corridas de resistência

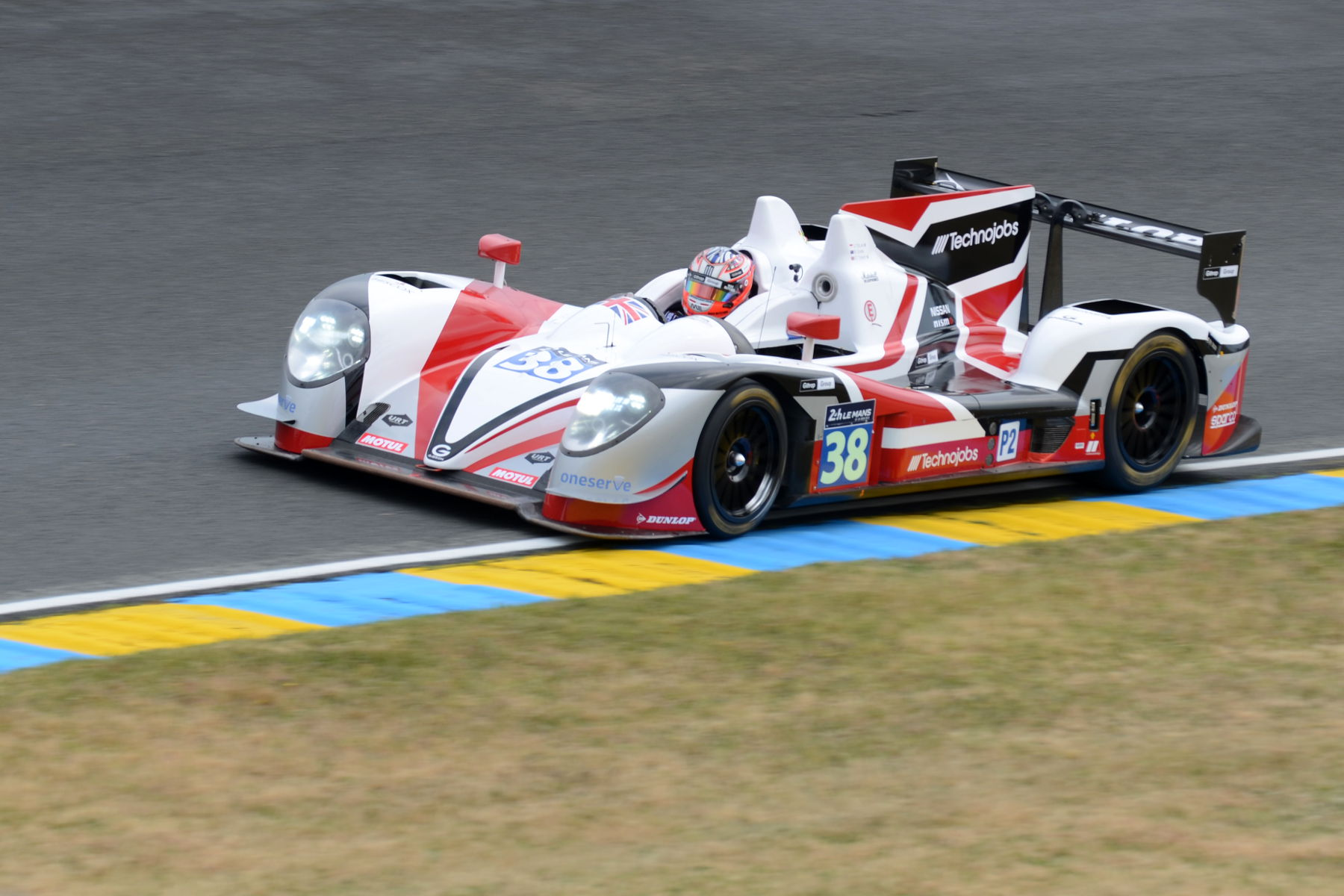
Carro que Mitch Evans pilotou nas 24 Horas de Le Mans de 2015

Em 2015, Evans participou da edição das 24 Horas de Le Mans daquele ano, correndo na classe LMP2 na equipe Jota Sport, ao lado dos britânicos Oliver Turvey e Simon Dolan. O trio ficou em décimo na classificação geral e em segundo na classe LMP2.
Em 2016, Evans competiu na primeira rodada da European Le Mans Series, em Silverstone, na classe LMP2 pela equipe SMP Racing, pilotando o carro número 44 ao lado de seus colegas da GP2 Sean Gelael e Antonio Giovinazzi. O trio ficou em quinto lugar.

## Fórmula E

### Jaguar (2016 –presente)

#### 2016 – 2019: estreia e primeiros resultados

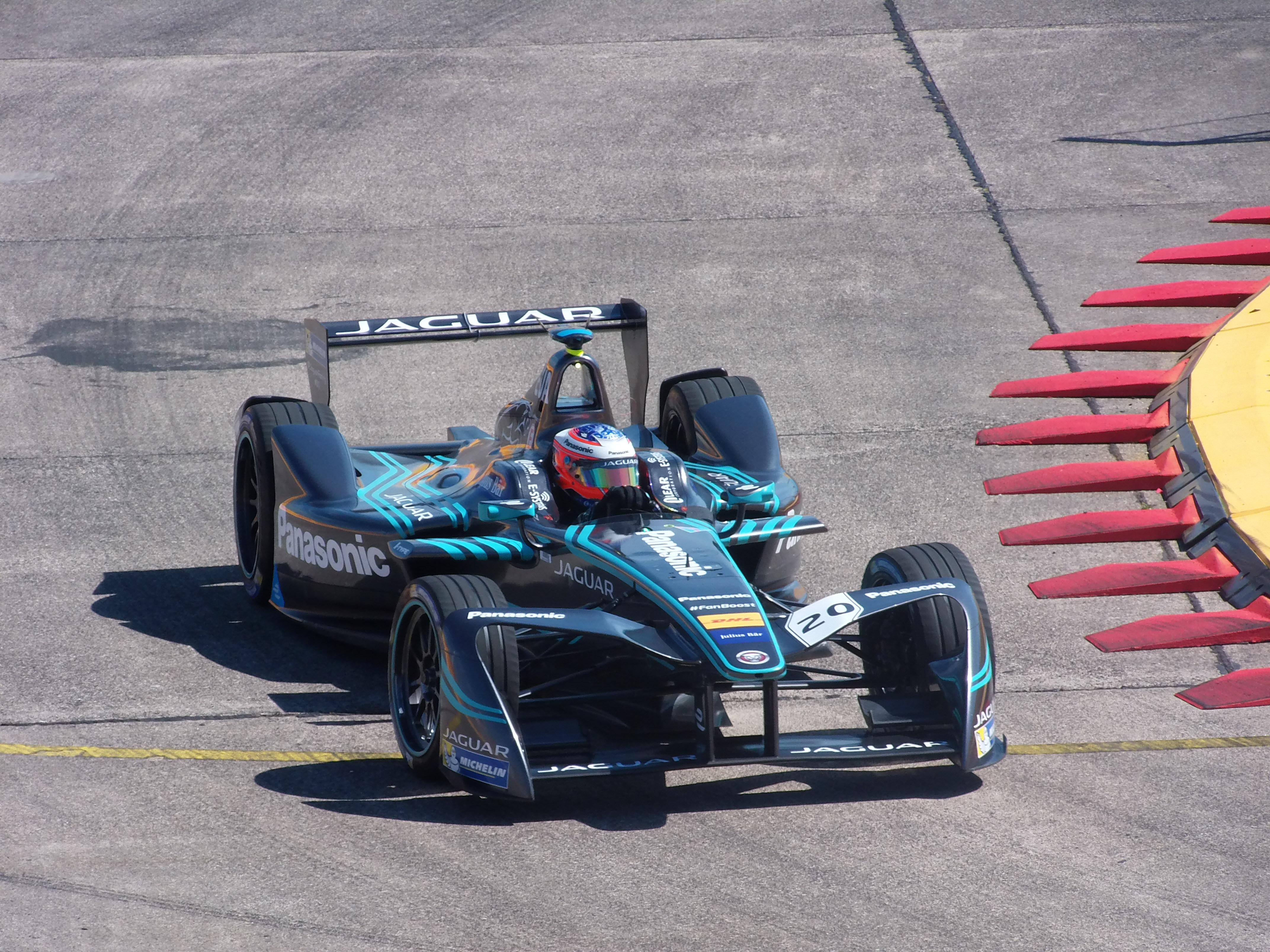
Evans no ePrix de Berlim de 2017

Em 19 de agosto de 2016, foi anunciado que Evans seria um dos quatro pilotos que testariam com a Jaguar Racing no teste de pré-temporada da Fórmula E em Donington Park. Ele foi posteriormente contratado pela equipe para disputar a temporada de 2016–17, sendo companheiro do britânico Adam Carroll. A primeira temporada do piloto neozelandês foi marcada por um quarto lugar no México, e ele a encerrou em décimo quarto, com vinte e dois pontos, fazendo mais que o quádruplo de Carroll, 21º colocado. 
Evans permaneceu com a equipe para 2017–18, tendo como companheiro Nelsinho Piquet, campeão da temporada inaugural da F-E. Evans fez o primeiro pódio da Jaguar em Hong Kong e sua primeira pole position em Zurique. Apesar de não ter nenhuma vitória na temporada, Evans superou seu companheiro de equipe Piquet Jr, terminando duas posições acima do brasileiro e em sétimo no geral.
A temporada 2018–19 marcou a primeira vitória dele e da Jaguar na Fórmula E, no ePrix de Roma, que foi conquistada após uma batalha com André Lotterer. Evans teve uma temporada mais regular, sendo constante nos pontos e fazendo três pódios, o que lhe deu algumas chances de ser campeão. O neozelandês chegou à rodada final na cidade de Nova Iorque como um dos oito candidatos ao título, e seu segundo lugar na corrida 1 contribuiu bastante, mas na corrida 2, ele ficou para trás após uma colisão com o brasileiro da Audi Lucas di Grassi e terminou o ano em quinto, com 105 pontos, um a menos do que o quarto colocado Robin Frijns.

#### 2019 – 2021: primeiras disputas pelo título

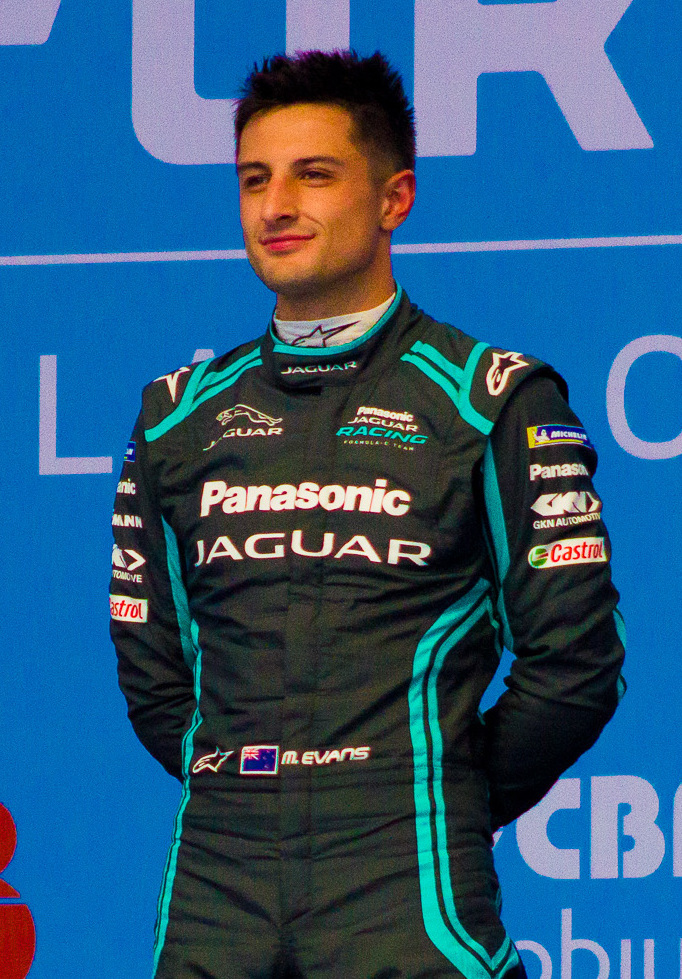
Evans após vencer no ePrix da Cidade do México de 2020

Evans renovou para a temporada 2019–20, correndo ao lado do novato britânico James Calado. Evans se recuperou de um início lento na abertura da rodada dupla de Daria para se tornar um candidato ao título. O neozelandês teve um pódio em Santiago, uma vitória na Cidade do México que chegou a colocá-lo na liderança do campeonato e, apesar de um contratempo na qualificação em Marraquexe, ele voou pelo campo do final do grid para terminar em sexto.
Com a temporada recomeçando com seis corridas em Berlim, após as etapas terem sido interrompidas devido à pandemia do coronavírus, Evans e a Jaguar não mantiveram a performance anterior e caíram na classificação final, com o piloto neozelandês terminando com os mesmos 71 pontos de André Lotterer, mas ficando com a sétima colocação por causa de sua vitória na etapa mexicana.
Evans ganhou a companhia de Sam Bird em 2020–21, a sua quinta temporada na F-E. Essa foi considerada a dupla mais forte do grid, mas foi Evans que se mostrou como o principal candidato na disputa do título, embora não tenha vencido nenhuma prova, e sim feito cinco terceiros lugares. Para a última prova, ele se classificou bem à frente de seus rivais mais próximos do campeonato, bem como do líder Nyck de Vries. No entanto, um problema técnico impediu sua saída da linha, o que resultou em uma colisão com Edoardo Mortara e interrompeu abruptamente as suas chances de ser campeão. Assim, Evans encerrou o campeonato na quarta colocação, com 90 pontos, um acima do quinto colocado Robin Frijns, um abaixo do terceiro colocado Jake Dennis, dois abaixo de Mortara e nove abaixo de De Vries, que ficou com o título do mundial de pilotos.

#### 2021 – 2024: dois vice-campeonatos em três anos
Evans ficou na Jaguar para 2021–22, com essa temporada se mostrando como a sua melhor até agora em termos de pontos, embora ainda estivesse aquém do ritmo necessário para um título de pilotos. Evans teve sete idas ao pódio, incluindo quatro vitórias, e levou o desafio do título até o final de semana, mas um abandono em Londres significou que ele tinha tudo a fazer para derrotar Stoffel Vandoorne na final de Seul. Mesmo vencendo a última corrida da temporada, ele não conseguiu tirar o título de Vandoorne, se contentando com o vice-campeonato.

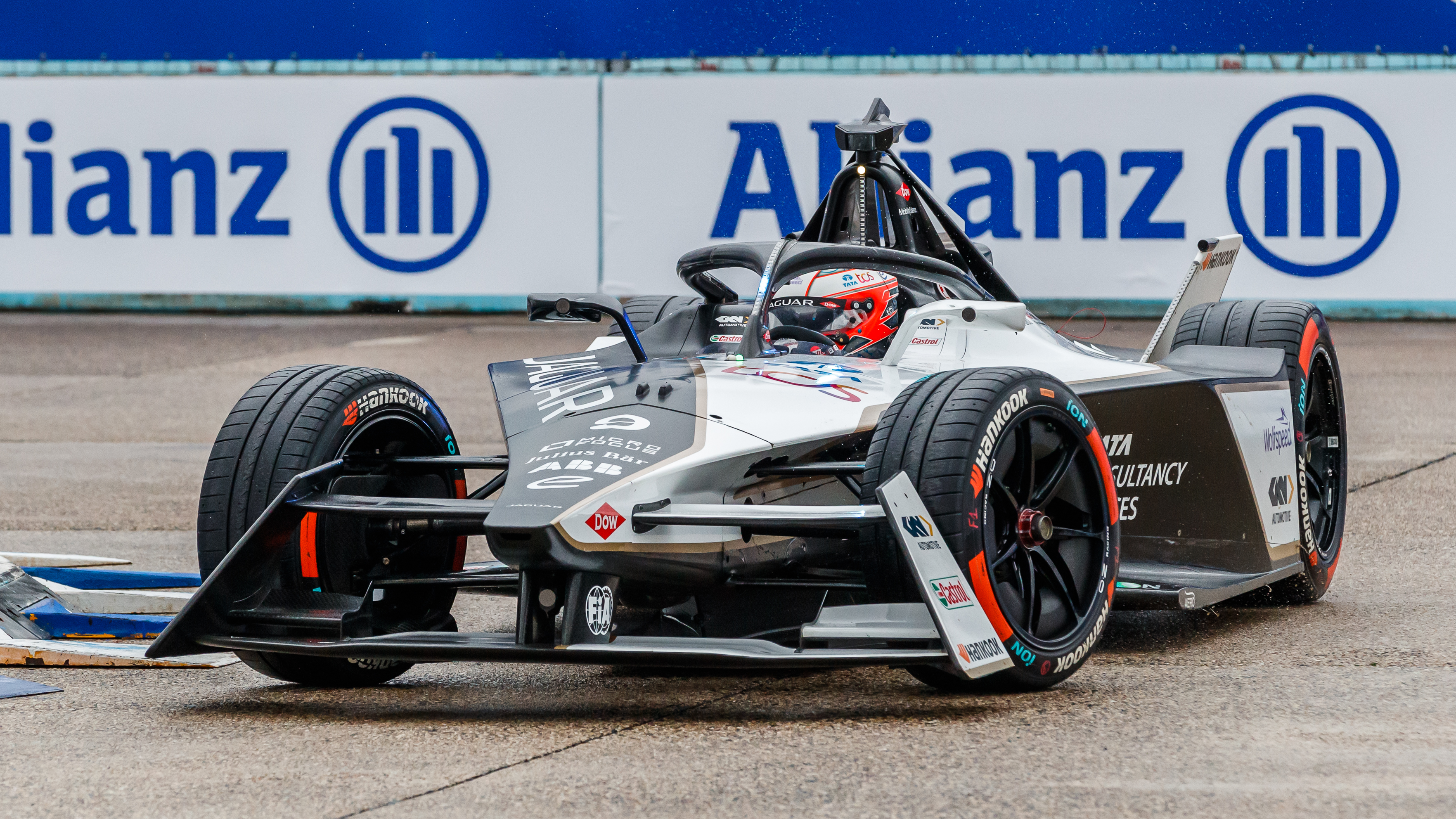
Evans no ePrix de Berlim de 2023

Para 2022–23, Evans voltou a figurar como candidato ao título, vencendo quatro vezes, incluindo a corrida inaugural de São Paulo, e fazendo mais três pódios, com o destaque sendo na última rodada em Londres, quando Evans venceu a corrida 1 e foi o segundo colocado na corrida 2. Mas seu resultado foi insuficiente para tirar o título de Jake Dennis, que também fez pódio nessas duas provas e foi campeão mesmo sendo o terceiro colocado na última prova da temporada. E com a vitória de Nick Cassidy, Evans foi desbancado por seu compatriota na tabela do campeonato de pilotos, ficando em terceiro com 197 pontos, dois a menos do que Cassidy, o vice.

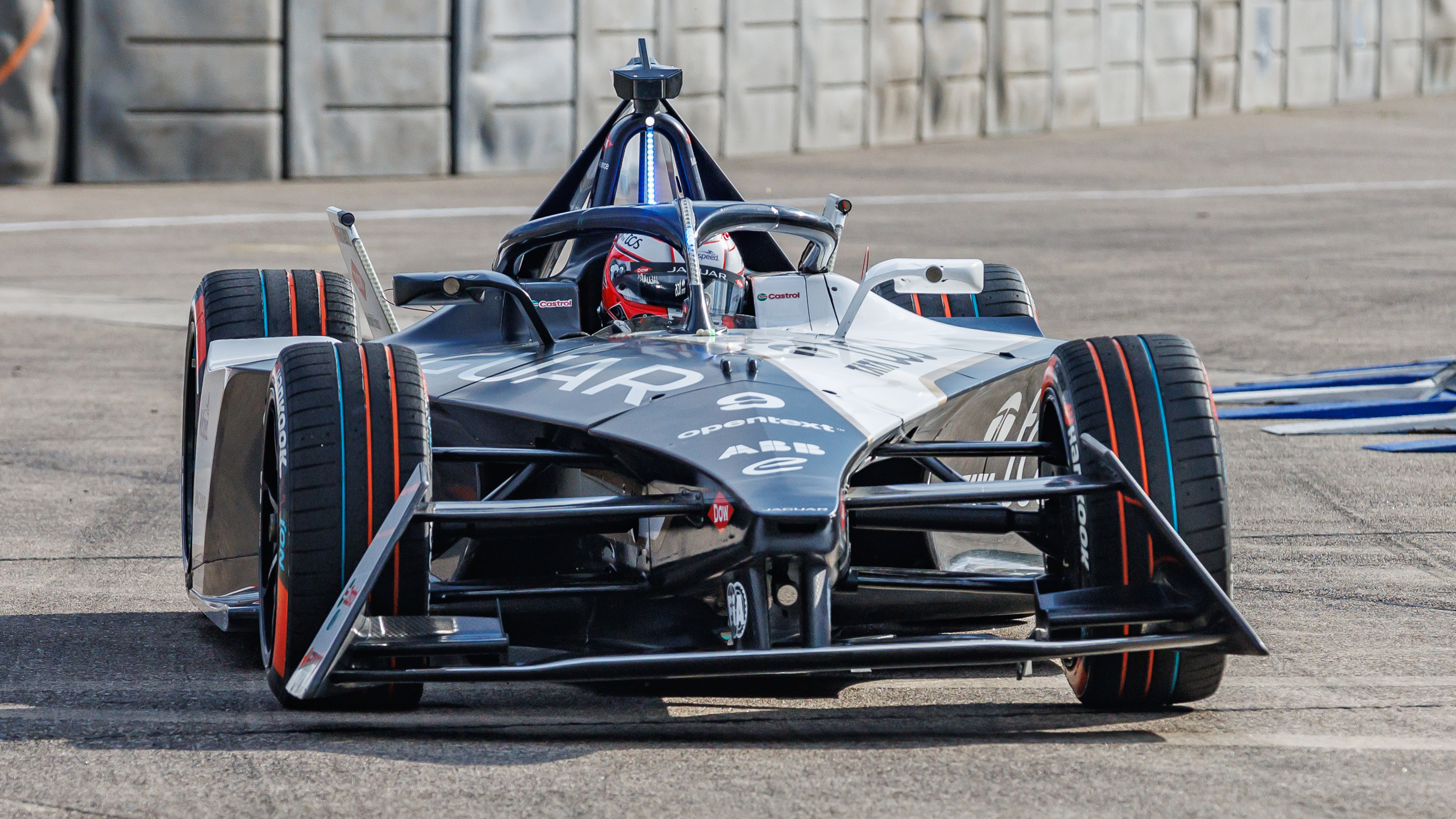
Evans na etapa alemã da Fórmula E em 2024

Evans renovou com a Jaguar em agosto de 2023, ficando para a temporada 2023–24, na qual ele passou a ter justamente Nick Cassidy como seu novo companheiro de equipe. Evans não teve um início de temporada tão bom quanto o de seu compatriota, mas teve duas vitórias em Mônaco e na corrida 1 de Xangai, além de mais quatro pódios e três poles. Os dois pilotos da Jaguar disputaram o título até a última corrida, mas o terceiro lugar de Evans não foi o suficiente para desbancar Pascal Wehrlein, o segundo colocado na prova e campeão da temporada. Com isso, Mitch Evans foi mais uma vez vice-campeão, ficando com 192 pontos, apenas seis de diferença para o alemão da Porsche. Mitch se mostrou desapontado com mais esse revés, afirmando que era "muito difícil de aceitar". Mas o resultado da dupla neozelandesa da Jaguar ajudou a equipe a ser campeã de construtores pela primeira vez na história da F-E.
Evans continuou na Jaguar em 2024–25. Na primeira prova do ano, ele teve um revés e largou na última posição do ePrix de São Paulo. Mas o neozelandês contou com a sorte e a potência da Jaguar para escalar o pelotão, fugir das colisões e vencer mais uma vez no Brasil. Após onze corridas consecutivas fora da zona de pontuação, com Evans abandonando três vezes e deixando de largar na corrida 2 de Tóquio, o neozelandês conquistou sua segunda vitória da temporada na corrida 1 de Berlim, da qual largou da pole e superou a pressão de Wehrlein.